# Prîvilne, Țiurupînsk
Prîvilne (în ucraineană Привільне) este un sat în comuna Marcenka din raionul Țiurupînsk, regiunea Herson, Ucraina.

## Demografie
Componența lingvistică a localității Prîvilne
     Ucraineană (83,88%)
     Rusă (15,75%)
     Alte limbi (0,37%)
Conform recensământului din 2001, majoritatea populației localității Prîvilne era vorbitoare de ucraineană (83,88%), existând în minoritate și vorbitori de rusă (15,75%).